# Oakland Roots SC
El Oakland Roots Sports Club es un equipo de fútbol con base en Oakland, California, Estados Unidos. Fue fundado en 2018 por un grupo local de Oakland y comenzó a jugar en la temporada inaugural 2019 de la National Independent Soccer Association. Hasta  en el otoño de 2019. En 2021, el club se unió al Campeonato de la USL Championship.

## Historia
En julio de 2018 se anunció el nombre del club. Originalmente formaría parte de la Founders Cup de la NPSL, sin embargo el club anunció unirse a la National Independent Soccer Association (NISA) para el 2019. En febrero de 2019 fichó a sus primeros jugadores: Devante Bubose, Julio Cervantes y Yohannes Harish. Fue seguido por las contrataciones de Benji Joya, exjugador de la MLS y la Liga MX, el hondureño y mundialista Victor Bernardez y Jack Mclnerney.
El club anunció a Bay Arena, exjugador de la MLS y a Paul Bravo, exentrenador de los Colorado Rapids como entrenadores.
Debutó en la temporada 2019-20 de la NISA contra el California United Strikers FC ante 4.500 espectadores , Jack Mclnerney anotó los primeros tres goles del club con un hat-trick, terminó en empate 3-3.
El Oakland Roots jugó 8 encuentros en su primer año, 6 por la NISA y dos amistosos contra el FC Juarez y el Club Atlético Zacatepec de México, fue contra el Zacatepec que el club logró su primera victoria por 2-0.
Sin embargo, el 31 de octubre de 2019 Paul Bravo dejó la dirección del equipo, fue reemplazado el 3 de diciembre de 2019 por Jordan Ferrell.

## Estadio
Juega sus encuentros de local en el estadio del Colegio Laney, con capacidad para 5.500 espectadores, 3.500 sentados.

## Entrenadores
- Paul Bravo (2019)
- Jordan Ferrell (2019-2020)
- Dario Pot (2020-2021)
- Jordan Ferrell (2021)
- Juan Francisco Guerra (2021-2022)
- Noah Delgado (2022-2024)
- Gavin Glinton (2024-2025)
- Benny Feilhaber (2025-presente)